# North East, Maryland
North East är en ort i Cecil County i delstaten Maryland, USA.